# HMS Tartar (1801)
Pour les autres navires du même nom, voir HMS Tartar.
Le HMS Tartar est une frégate de cinquième rang de la Royal Navy emportant 32 canons. Elle fut construite à Frindsbury et mise à l'eau en 1801.
Elle servit tout d'abord en Jamaïque puis dans la mer Baltique durant la guerre des canonnières. Elle combattit notamment à Anholt et également à Alvøen (jusqu'à la mort de son capitaine, George Edmund Byron Bettesworth). Elle sombra finalement le 18 août 1811, après avoir heurté un banc de sable dans la mer Baltique. Tous les membres de l'équipage s'en sortirent sains et saufs et furent réaffectés à d'autres navires présents eux aussi dans la Baltique.

## Sources
- (en) Cet article est partiellement ou en totalité issu de l’article de Wikipédia en anglais intitulé « HMS Tartar (1801) » (voir la liste des auteurs).